# Milewo (Minczewo)
Milewo – część wsi Minczewo (do 31.12.2012 samodzielna wieś) w Polsce położona w województwie podlaskim, w powiecie siemiatyckim, w gminie Drohiczyn.
Według Pierwszego Powszechnego Spisu Ludności w 1921 r. wieś Milewo liczyła 114 mieszkańców (58 kobiet i 56 mężczyzn) zamieszkałych w 18-u domach. Większość mieszkańców miejscowości (85 osób) zadeklarowało wyznanie rzymskokatolickie, zaś pozostałe 29 osób podało wyznanie prawosławne. Podział religijny mieszkańców wsi pokrywał się z ich strukturą etniczną, ponieważ polską przynależność narodową, podobnie jak wyznanie rzymskokatolickie, zgłosiło 85 mieszkańców wsi, a pozostałe 29 osób podało narodowość białoruską. W owym czasie miejscowość znajdowała się w gminie Narojki.
W latach 1975–1998 miejscowość administracyjnie należała do województwa białostockiego.